# NGC 2576
NGC 2576 ist eine Spiralgalaxie vom Hubble-Typ Sb im Sternbild Krebs auf der Ekliptik. Sie ist schätzungsweise 370 Millionen Lichtjahre von der Milchstraße entfernt.
Das Objekt wurde am 29. März 1865 von Albert Marth entdeckt.